# Habenaria integripetala
Habenaria integripetala är en orkidéart som beskrevs av Célestin Alfred Cogniaux. Habenaria integripetala ingår i släktet Habenaria och familjen orkidéer.
Artens utbredningsområde är Paraguay. Inga underarter finns listade i Catalogue of Life.